# Ширензее
Ширензе́е (нім. Schierensee) — громада в Німеччині, земля Шлезвіг-Гольштейн, повіт Рендсбург-Екернферде. Складова частина об'єднання громад Мольфзее. Площа — 9,18 км2. Історичний центр Шірензейського маєтку. Населення — 352 ос. (станом на 31 грудня 2020).

## Назва
- Ширензе́е, або Шірензе́е (нім. Schierensee, «озеро Ширен») — сучасна німецька назва. Походить від Великого і Малого озер Ширензее.

## Географія
Ширензее розташоване на південний захід від Кілю, на території Західноозерського природного заповідника, поблизу Великого і Малого озер Ширен (Ширензее). Дорога A 215 сполучає громаду із Кілем.

## Історія
Ширензее вперше згадується у джерелах під 1470 роком як маєток у Гольштейнській землі. У XVI ст. центром цього маєтку був невеликий замок, оточений ровом. Власниками Ширензее були роди Ранцау, Гуде та інші.
1752 року Ширензейський маєток придбав гольштейнський урядовець Каспар фон Зальдерн. Після свого звільнення зі служби він розпочав будівництво нової маєтокової садиби в 1776 році й заклав так звані Ширензейські сади. Після смерті Каспара маєток перейшов до його нащадків.
У ХХ ст. Шірензее перетворилося з невеликого села на містечко.

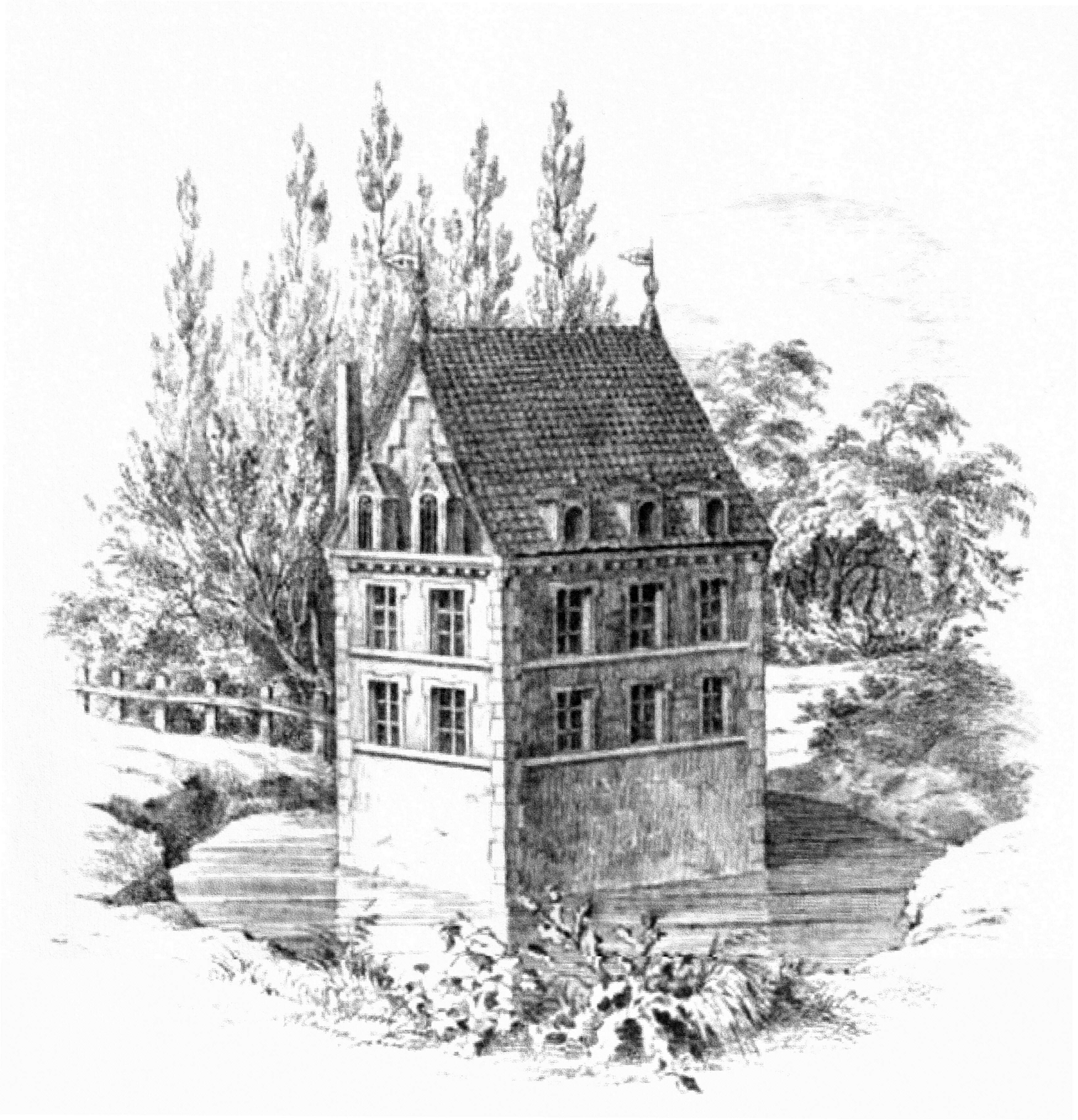
Шірензейський замок
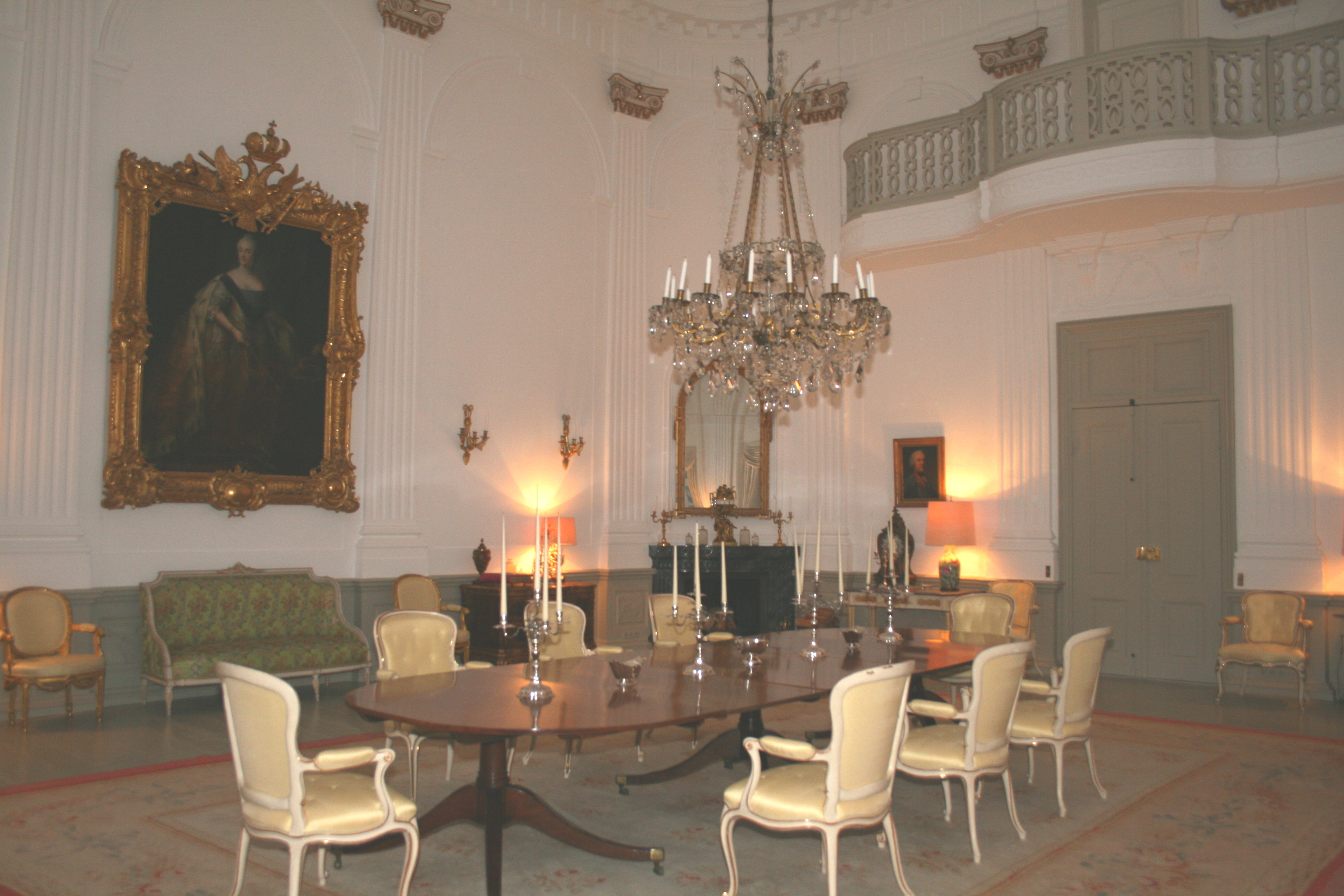
Садиба Зальдерна

## Пам'ятки
- Ширензейська садиба Зальдерна — садиба, збудована у 1776—1782 роках Каспаром фон Зальдерном у бароковому і неокласичному стилі. Має велике зібрання портретів діячів XVIII ст. До садиби прилягають Ширензейські сади. Пам'ятка історії та архітектури.